# Beñat Albizuri
Beñat Albizuri Aransolo (Bérriz, España, 17 de mayo de 1981) es un ciclista español.
Debutó como profesional en 2005 con el equipo Orbea.

## Palmarés
No consiguió ninguna victoria como ciclista profesional.

## Resultados en Grandes Vueltas
Durante su carrera deportiva consiguió los siguientes puestos en las Grandes Vueltas:
| Carrera | Carrera         | 2005 | 2006  | 2007 | 2008 |
| ------- | --------------- | ---- | ----- | ---- | ---- |
|         | Giro de Italia  | ―    | 144.º | Ab.  | ―    |
|         | Tour de Francia | ―    | ―     | ―    | ―    |
|         | Vuelta a España | ―    | ―     | ―    | ―    |

―: No participa

Ab.: Abandono

## Equipos
- Orbea (2005)
- Euskaltel-Euskadi (2005[2] -2008)